# Giulio Andreotti
Giulio Andreotti GCC (Roma, 14 de janeiro de 1919 — Roma, 6 de maio de 2013) foi um político democrata cristão italiano. Ocupou por diversos mandatos o cargo de primeiro-ministro da Itália. Desde 1991 era senador vitalício por nomeação presidencial.
Líder do Partido Democrata-Cristão italiano, foi primeiro-ministro nos períodos de 1972-1973, 1976-1979 e 1989-1992.

## Biografia
Iniciou a carreira política em 1946 como deputado, embora fosse dirigente da Democracia Cristã desde 1944. Antes, era jornalista de profissão, tendo sido cofundador do Popolo, o jornal do seu partido. Foi colaborador de Alcide De Gasperi, passando por todos os seus governos com as mais variadas funções.
Em 1954, foi ministro do Interior; em 1955, das Finanças; em 1966, fez parte do terceiro governo de Aldo Moro; entre fevereiro de 1972 e junho do ano seguinte presidiu a um governo democrata-cristão, com o apoio dos partidos de centro; em junho de 1976, após as eleições gerais, assumiu o poder com um gabinete democrata-cristão minoritário, que só pôde governar devido à abstenção do grupo parlamentar comunista.
Em 1978, Andreotti formou governo com o Partido Comunista Italiano, dispondo assim de uma maioria absoluta parlamentar. No ano seguinte, o gabinete de coligação chegou ao fim devido à polémica adesão da Itália ao sistema monetário europeu, à qual os comunistas se opunham. A forte oposição dos socialistas impediria Andreotti de cumprir à risca o seu programa de luta contra a inflação.
Em 1983 assumiu o cargo de ministro dos Negócios Estrangeiros e em 1989 formou um governo de coligação, sucedendo a Ciriaco De Mita.
A 31 de Outubro de 1987 foi agraciado com a Grã-Cruz da Ordem do Mérito, a 12 de Setembro de 1990 foi agraciado com a Grã-Cruz da Ordem Militar de Cristo e a 29 de Junho de 1990 foi agraciado com a Grã-Cruz da Ordem do Infante D. Henrique.
Até ao ano da sua demissão, em 1992, conduziu governos de centro-direita, centro-esquerda e de unidade nacional. No que diz respeito à política externa, mostrou-se tendenciosamente pró-árabe, mas também atlantista.
Em 1993, para além de vários escândalos políticos, a Justiça acusou Andreotti de delitos com ligação à Máfia e a esquemas de financiamento ilegal de partidos políticos. O seu julgamento teve início em 1995, mas Andreotti acabou por ser absolvido em 1999. Em 2003 o tribunal de apelação de Palermo rejeitou a sentença de absolvição emitida, estabelecendo que provaram relações com à Máfia até 1980 (crime cometido, mas prescrito); em 2004 a sentença é confirmada pelo Supremo Tribunal.
Em 2002, Giulio Andreotti foi enfim condenado a 24 anos de prisão, por cumplicidade com os assassinos do jornalista Mino Pecorelli, em 1979. No entanto, não foi preso pois gozava de imunidade, dada a sua condição de senador vitalício. Pecorelli fora assassinado por dois indivíduos, após ter anunciado que tencionava publicar uma reportagem sobre supostas cobranças de comissões ilegais por Andreotti. O repórter baseara-se em documentos do líder da Democracia Cristã, Aldo Moro, morto pelas Brigadas Vermelhas no ano anterior. O tribunal de apelação de Perugia rejeitou a sentença de absolvição emitida, em 1999, por um tribunal de primeira instância - segundo o qual Andreotti, na altura com 83 anos, nada tinha a ver com a morte do jornalista. Em 2003, o Supremo Tribunal anulou a sentença e absolver Andreotti por não ter cometido o crime.
Seus anos no poder foram tratados no filme Il Divo (2008), de Paolo Sorrentino.

## Publicações
- Concerto a sei voci. Storia segreta di una crisi, s.l., Edizioni della bussola, 1946; Milão, Boroli, 2007. ISBN 978-88-7493-103-3.
- L'eucaristia nella vita sociale. Relazione al XIII Congresso eucaristico Nazionale. Assisi, settembre 1951, Roma, Tip. G. Bardi, 1951.
- Discorso al congresso. Napoli, 29 giugno 1954, Roma, Tip. del Senato del dott. Bardi, 1954.
- Pranzo di magro per il Cardinale, Milão, Longanesi, 1954.
- De Gasperi e il suo tempo. Trento, Vienna, Roma, Milão, A. Mondadori, 1956; 1964; 1969; 1974.
- Il senso dello stato, Milão, Rizzoli, 1958.
- Scritti e discorsi.... Da "Concretezza", "Oggi", "Politica", "La discussione", Roma, Tip. A. Garzanti, 1959.
- La patria e le nuove generazioni nel pensiero dell'on. Giulio Andreotti, ministro della difesa, Roma, Tip. OPI, 1963.
- La sciarada di Papa Mastai, Milão, Rizzoli, 1967.
- I minibigami, Milão, Rizzoli, 1971.
- Ore 13: il Ministro deve morire, Milão, Rizzoli, 1974.
- De Gasperi e la ricostruzione, Roma, Cinque lune, 1974.
- La Democrazia cristiana. (1943-1948), Roma, Cinque lune, 1975.
- Intervista su De Gasperi, Roma-Bari, Laterza, 1977.
- A ogni morte di Papa. I papi che ho conosciuto, Milão, Rizzoli, 1980.
- Diari 1976-1979. Gli anni della solidarietà, Milão, Rizzoli, 1981. Vincitore del Premio Il Libro dell'Anno
- Visti da vicino, Milão, Rizzoli, 1982.
- Visti da vicino. Seconda serie, Milão, Rizzoli, 1983. ISBN 88-17-85093-4.
- Visti da vicino. Terza serie, Milão, Rizzoli, 1985. ISBN 88-17-85102-7.
- Unione europea. Un personaggio in cerca d'autore. Firenze, 23 novembre 1985, Firenze, Istituto universitário europeo, 1985.
- De Gasperi. Visto da vicino, Milão, Rizzoli, 1986. ISBN 88-17-36010-4.
- Onorevole, stia zitto, Milão, Rizzoli, 1987. ISBN 88-17-85103-5.
- Roma. Incanto di uomini e di dei, con Sandra Facchini, Gardolo, Reverdito, 1987. ISBN 88-342-0192-2.
- L'URSS vista da vicino, Milão, Rizzoli, 1988. ISBN 88-17-85104-3.
- Gli USA visti da vicino, Milão, Rizzoli, 1989. ISBN 88-17-85087-X.
- Il potere logora... Ma è meglio non perderlo, Milão, Rizzoli, 1990. ISBN 88-17-85101-9.
- Governare con la crisi, Milão, Rizzoli, 1991. ISBN 88-17-84135-8.
- Onorevole, stia zitto. Atto secondo, Milão, Rizzoli, 1992. ISBN 88-17-84206-0.
- Il mistero dell'uomo in grigio, Petriccione, Giunti Lisciani, 1993. ISBN 88-09-50116-0.
- Cosa Loro. Mai visti da vicino, Milão, Rizzoli, 1995. ISBN 88-17-84446-2.
- De (prima) re publica. Ricordi, Milão, Rizzoli, 1996. ISBN 88-17-84486-1.
- Non ho mai ballato con un presidente. Autobiografia non scritta di Giulio Andreotti, Roma-Viterbo, Stampa alternativa-Nuovi equilibri, 1997. ISBN 88-7226-331-X.
- Nove appunti di Natale, Roma, Benincasa, 1997.
- Operazione Via Appia, Milão, Rizzoli, 1998. ISBN 88-17-85987-7.
- A non domanda rispondo. Le mie deposizioni davanti al tribunale di Palermo, Milão, Rizzoli, 1999. ISBN 88-17-86079-4.
- I quattro del Gesù. Storia di un'eresia, Milão, Rizzoli, 1999. ISBN 88-17-86221-5.
- Teneteli su e altri racconti, Roma, Benincasa, 1999.
- Don Giulio Belvederi, Roma, Trenta giorni, 1999.
- Piccola storia di Roma. Da Romolo al giubileo del 2000, Milão, Mondadori, 2000. ISBN 88-04-47796-2. vincitore del Premio Cimitile
- Sotto il segno di Pio IX, Milão, Rizzoli, 2000. ISBN 88-17-86362-9.
- Volti del mio tempo. Personaggi della storia, della politica, della Chiesa, Cinisello Balsamo, San Paolo, 2000. ISBN 88-215-4245-9.
- 1 gennaio 2025, Roma, Benincasa, 2000.
- Un gesuita in Cina, 1552-1610. Matteo Ricci dall'Italia a Pechino, Milão, Rizzoli, 2001. ISBN 88-17-86940-6.
- I nonni della Repubblica, Milão, Rizzoli, 2002. ISBN 88-17-87026-9.
- Uno sconto su Mosè, Roma, Trenta giorni, 2002.
- Continuo ad avere fiducia nella giustizia. La dichiarazione spontanea alla Corte d'appello di Palermo. 28 novembre 2002, Roma, Trenta giorni, 2002.
- I miei alti e bassi, Roma, Benincasa, 2002.
- Altri cento nonni della Repubblica, Milão, Rizzoli, 2003. ISBN 88-17-87177-X.
- La fuga di Pio IX e l'ospitalità dei Borbone, Roma, Benincasa, 2003. ISBN 88-86418-12-4.
- Nonni e nipoti della Repubblica, Milão, Rizzoli, 2004. ISBN 88-17-00143-0. Premio Procida-Isola di Arturo-Elsa Morante per la saggistica.
- 1947. L'anno delle grandi svolte nel diario di un protagonista, Milão, Rizzoli, 2005. ISBN 88-17-00718-8.
- 1948. L'anno dello scampato pericolo, Milão, Rizzoli, 2005. ISBN 88-17-00927-X.
- 1949. L'anno del Patto Atlantico, Milão, Rizzoli, 2006. ISBN 88-17-01153-3.
- De Gasperi, Palermo, Sellerio, 2006. ISBN 88-389-2130-X.
- 1953. Fu legge truffa?, Milão, Rizzoli, 2007. ISBN 88-17-01527-X.
- 2000. Quale terzo millennio?, Milão, Rizzoli, 2007. ISBN 978-88-17-01960-6.
- Don Carlo Gnocchi nel ricordo di Giulio Andreotti, Milão, San Paolo, 2009.
- Giulio. La storia di Andreotti dalla A alla Z, Napoli, Edizioni Cento Autori, 2013. ISBN 978-88-97121-84-8
- I diari segreti (6 agosto 1979 - 22 luglio 1989), Introdução de Andrea Riccardi, editado por Stefano Andreotti e Serena Andreotti, Milão, Solferino, 2020, ISBN 978-88-282-0447-3.
- I diari degli anni di piombo, Introdução de Bruno Vespa, editado por Serena e Stefano Andreotti, Milão, Solferino, 2021, ISBN 978-88-282-0732-0.